# Eduard Kullmann

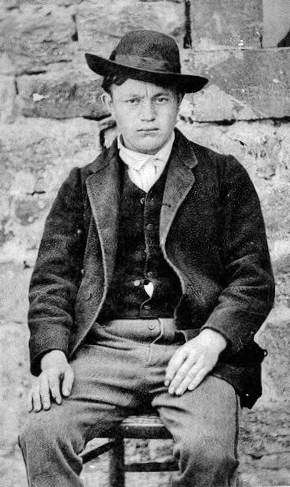
Eduard Kullmann (1874)

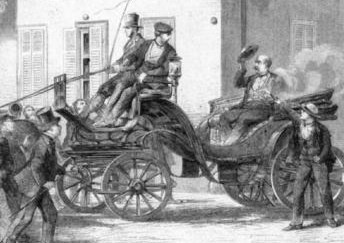
Zamach Kullmanna na Bismarcka

Eduard Kullmann (ur. 14 lipca 1853 w Magdeburgu, zm. 16 marca 1892 w Ambergu) – niemiecki bednarz, który w lipcu 1874 roku próbował zabić kanclerza Niemiec Ottona von Bismarcka.

## Życiorys
Eduard Kullmann był synem wędrownego handlarza ryb, który przeniósł się z katolickiego Eichsfeldu do Magdeburga-Alte Neustadt i odbył tam praktykę na bednarza. Był mocno związany z wyznaniem katolickim w Magdeburgu, na które duży wpływ miał protestantyzm. Jako wędrowny czeladnik pracował między innymi w Berlinie, Lubece, Charlottenburgu, Tangermünde i Salzwedel, był także członkiem katolickiego stowarzyszenia czeladników. W 1873 roku Kullmann został skazany na sześć miesięcy więzienia za zemstę na swoim byłym nauczycielu w Magdeburgu.
W maju 1874 roku udał się do Berlina na spotkanie z kanclerzem Ottonem von Bismarckiem ze względu na jego antykatolicką politykę Kulturkampfu, ale do spotkania nie doszło, postanowił więc Bismarcka zamordować. W drodze do Bad Kissingen gdzie przebywał kanclerz, Kullmann długo ćwiczył strzelanie z pistoletu. 13 lipca 1874 roku około godziny 13:00 dokonał zamachu na Bismarcka przed Domem Dirufów w Bad Kissingen (dziś hotel „Kissinger Hof”). Kullmann zakradł się za powóz kanclerza i wycelował w jego głowę, ale trafił tylko w rękę, po czym próbował uciekać, lecz mimo zaciekłego oporu został złapany przez przechodniów. Bismarck, który wkrótce stwierdził, że „niestety zamachowcem jest mój rodak z okolic Magdeburga”, odwiedził go tego wieczoru w celi.
30 października 1874 roku sąd w Würzburgu skazał Eduarda Kullmanna na czternaście lat więzienia za usiłowanie zabójstwa. Lekarz sądowy ustalił wcześniej, że pozwany nie miał żadnych nieprawidłowości poza płaskostopiem, przyrośniętym płatkiem usznym i był „wyjątkowym dziwakiem”. Ponownie skazany za bunt przed końcem odbywanej już kary, Kullmann zmarł 16 marca 1892 roku w samotności i zapomnieniu na zapalenie płuc w zakładzie karnym w Ambergu.
W zbiorach Muzeum Bismarcka we Friedrichsruh znajduje się pistolet Eduarda Kullmanna, a archiwum miasta Bad Kissingen posiada jego modlitewnik. Zamach na Bismarcka był okazją do zintensyfikowania polityki kulturkampfu; między innymi zakazano dalszej działalności berlińskiemu katolickiemu stowarzyszeniu czeladników, a wszystkie inne były pod obserwacją policji.